# Battaglia di Hülftenschanz
La battaglia di Hülftenschanz fu lo scontro risolutivo del conflitto tra i cantoni svizzeri di Basilea Città e Basilea Campagna, avvenuto il 3 agosto 1833 nell'omonima località nei pressi di Frenkendorf, a pochi chilometri da Basilea.
La battaglia fu l'apice della lotta per l'indipendenza dei basilesi campagnoli, che da quel momento ebbero ufficialmente riconosciuto dal governo centrale il proprio cantone.

## Cause
La Svizzera della prima metà del XIX secolo stava andando incontro a grandi cambiamenti politico-sociali, passando gradualmente dalla Vecchia Confederazione di stampo medievale alla moderna Confederazione Svizzera. Col tempo si andarono ad acuire soprattutto i conflitti tra i vari cantoni, che sarebbero sfociati nel 1847 in una breve guerra civile.
Le tensioni interne emersero con particolare violenza nel canton Basilea, dove si era creata una profonda divisione fra il comune principale e le cittadine periferiche (soprattutto Sissach e Liestal), che vedevano la propria importanza diminuire sempre più in favore della città vera e propria. A peggiorare le cose contribuì il tenente colonnello basilese Johannes Burckhardt, veterano dell'esercito francese, che non esitò a reprimere col pugno di ferro i disordini scoppiati nelle campagne.
La situazione peggiorò rapidamente nell'estate 1833, quando i basilesi campagnoli cominciarono a mostrare la volontà di secedere dal cantone. Le vessazioni di Burckhardt aumentarono, finché all'inizio di agosto i basilesi campagnoli, stanchi delle angherie delle truppe cittadine, decisero di raccogliere una milizia per difendersi. Il 3 agosto i campagnoli, temendo un'imminente rappresaglia dei basilesi di città, marciarono da Liestal ed entrarono in contatto con le truppe di Burckhardt vicino alla piccola ridotta di Hülftenschanz, presso il villaggio di Frenkendorf, e di lì a poco cominciarono i combattimenti.

## La battaglia
La principale unità cittadina impegnata nella battaglia fu la Standeskompanie agli ordini diretti di Burckhardt, che contava 390 uomini, più alcune unità di cavalleria e artiglieria in supporto. La milizia campagnola era invece formata da volontari e mercenari assunti per l'occasione, quasi tutti appiedati, e da alcuni cannoni (almeno due).
Teoricamente erano le truppe cittadine ad essere in vantaggio, poiché più disciplinate e meglio addestrate, e probabilmente per questo Burckhardt sottovalutò la risoluzione dei campagnoli. I basilesi di città avevano occupato la ridotta di Hülftenschanz, allora abbandonata, il 2 agosto, ma non avevano avuto il tempo di riposarsi a dovere dalla lunga marcia da Basilea. La mattina del 3 agosto si era formata una densa nebbia che riduceva assai la visibilità e molti soldati ne approfittarono per disertare, perché si rifiutavano di combattere contro i propri concittadini, riducendo assai il numero di truppe regolari attive nella battaglia.
In un primo momento Burckhardt attese che fossero i campagnoli ad attaccare la ridotta, ma dopo alcune ore di soli scambi d'artiglieria decise di mandare un distaccamento ad occupare la vicina collina di Griengrube per avere una miglior visuale del campo di battaglia. Non vedendo bene i nemici per la nebbia e ritenendo che la ridotta fosse troppo esposta al fuoco nemico, Burckhardt ordinò di abbandonarla per raggiungere il distaccamento di Griengrube, ma proprio in quel momento giunsero i rinforzi dei campagnoli, guidati dal loro capo Leutenegger, ex-sottoposto di Burckhardt.

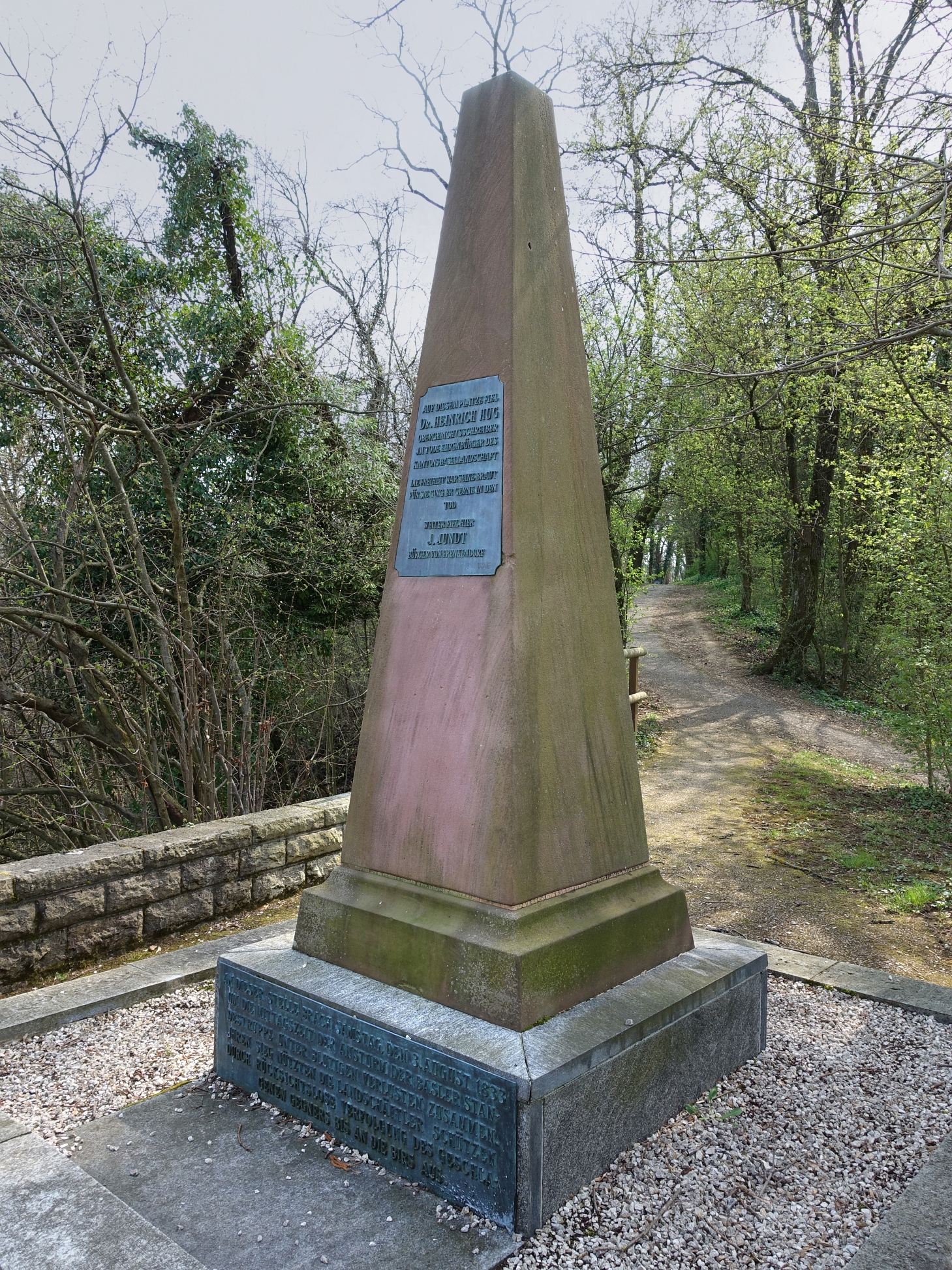
Hülftendenkmal, presso Frenkendorf

La Standeskompanie venne sorpresa vicino alla ridotta e si ritrovò impegnata in furiosi combattimenti ravvicinati. Un decimo degli uomini della compagnia vennero uccisi, molti di più feriti, e col passare dei minuti i campagnoli conquistarono sia la ridotta di Hülftenschanz che la collina di Griengrube. Presa in mezzo al fuoco incrociato, la Standeskompanie venne infine messa in fuga da una pesante scarica di artiglieria che uccise o ferì gravemente i suoi ufficiali, Burckhardt compreso, abbattendo così il morale dei soldati e facendoli andare in rotta.
Nella confusione della battaglia e nelle ore immediatamente successive si verificarono crimini di guerra da entrambe le parti, con numerosi civili locali fucilati perché scambiati per spie o collaborazionisti (anche se probabilmente molti resoconti furono appositamente esagerati da ambo le parti a scopi propagandistici).

## Conseguenze
La disfatta di Hülftenschanz segnò la fine del dominio di Basilea sulla maggior parte del proprio cantone originario. In breve tempo la città perse il controllo su quasi tutti gli altri comuni e già il 17 agosto la secessione del canton Basilea Campagna venne riconosciuta dalla Dieta federale. Da allora la divisione tra Basilea Città e Basilea Campagna è rimasta permanente.
Nel 1836 venne eretto sulla collina di Griengrube l'Hülftendenkmal, un obelisco per commemorare i caduti. Inizialmente pensato solo per celebrare la vittoria dei campagnoli, dopo alcuni decenni di incuria venne restaurato su iniziativa di Karl Kloss, artigliere cittadino durante la battaglia, e fu per questo dedicato anche ai caduti del canton Basilea Città.